# St. Katharina (Hardt)

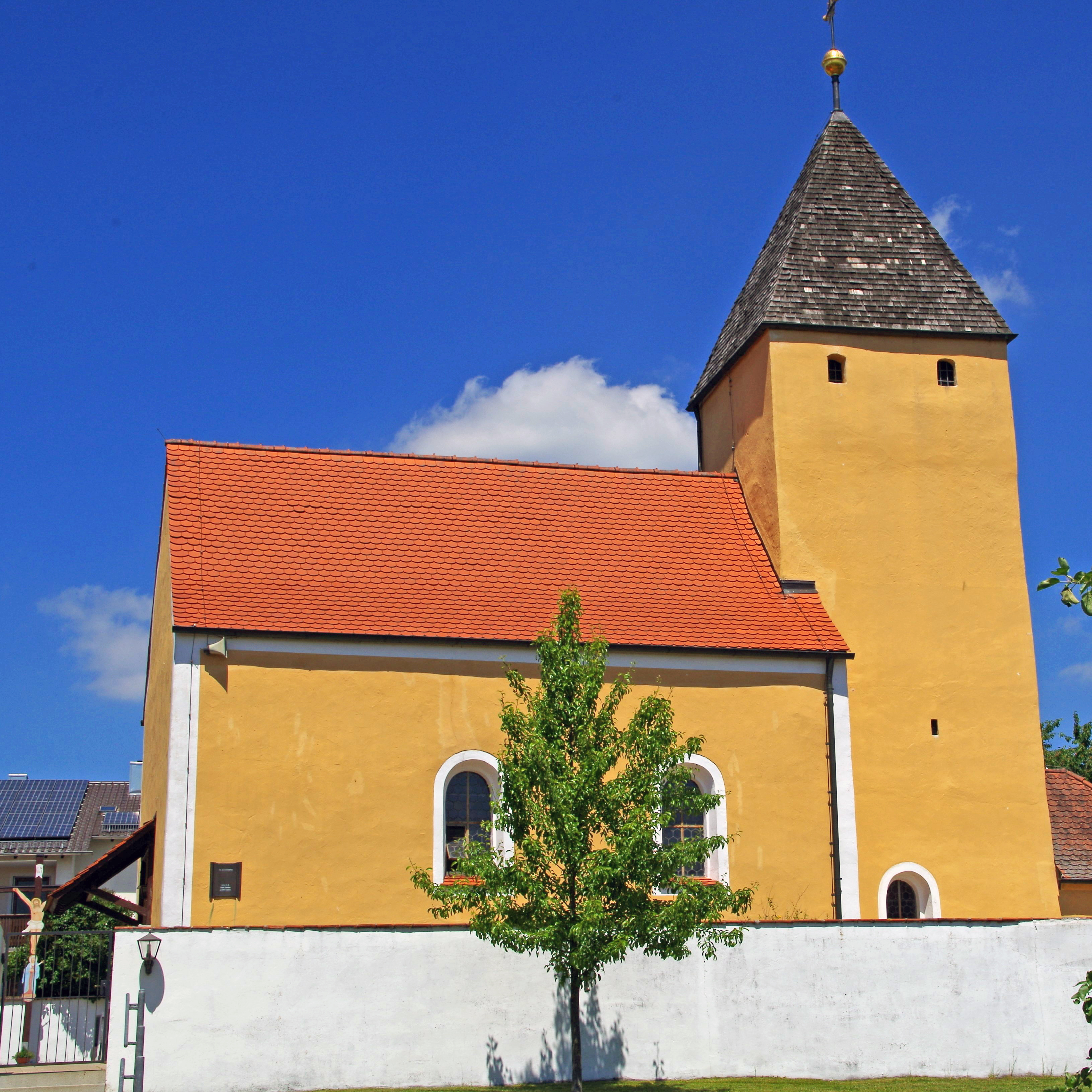
St. Katharina (Hardt)

Die römisch-katholische, denkmalgeschützte Filialkirche St. Katharina steht in Hardt, einem Gemeindeteil des Marktes Beratzhausen im Landkreis Regensburg der Oberpfalz. Sie gehört zum Dekanat Laaber-Regenstauf des Bistums Regensburg. Das Bauwerk ist unter der Denkmalnummer D-3-75-118-26 als Baudenkmal in die Bayerische Denkmalliste eingetragen.

## Beschreibung

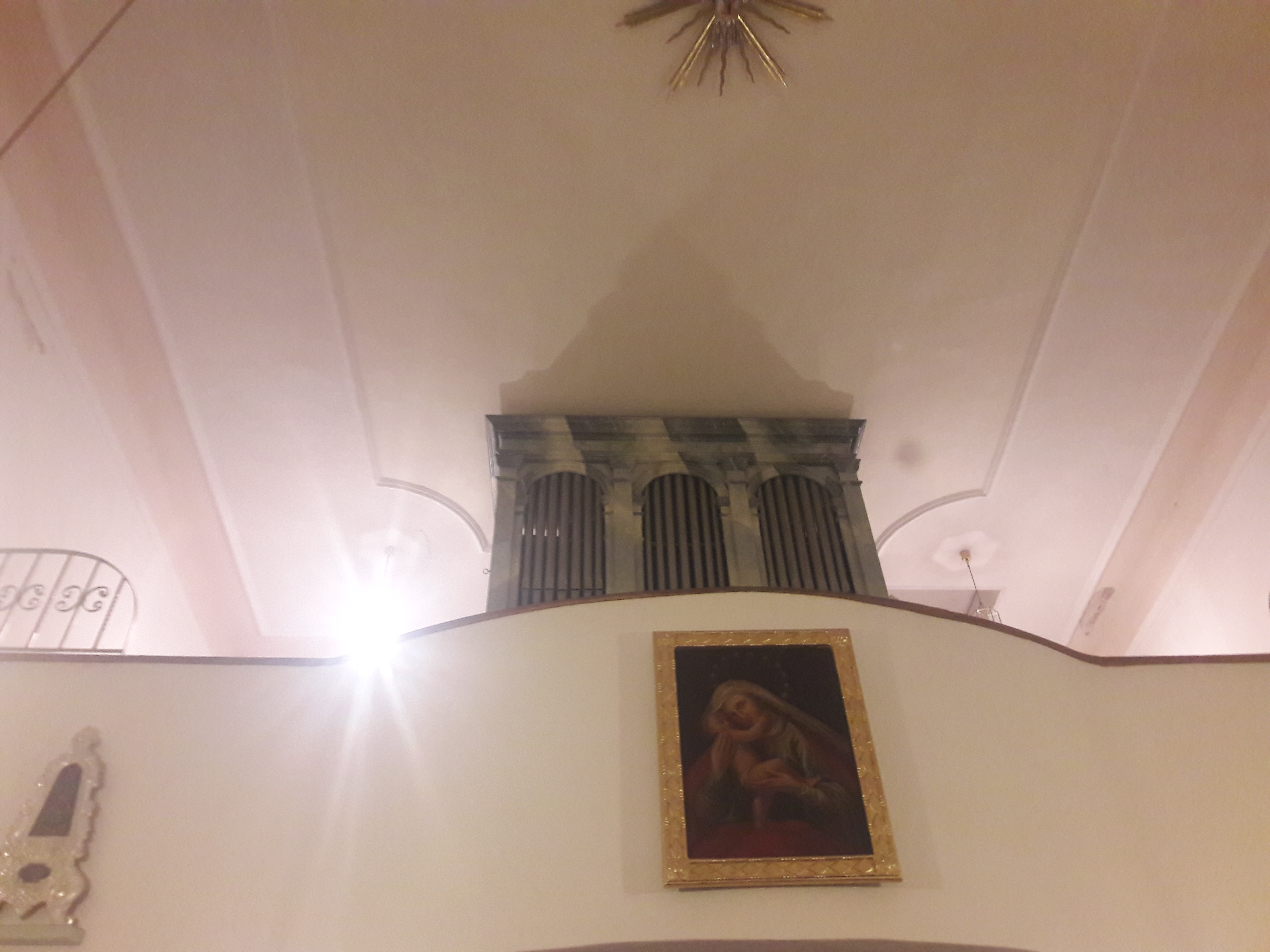
Innenraum, Empore mit Orgel

Die Saalkirche aus dem 14. Jahrhundert wurde unter Verwendung des romanischen Chorturms im Osten des Langhauses barock umgebaut. Sie erhielt eine Sakristei im Osten des Chorturms. Das Langhaus ist mit einem Satteldach bedeckt, der Chorturm mit einem mit Schindeln verkleidetem Pyramidendach.
Der Innenraum des Langhauses ist mit einer stuckierten Flachdecke mit Hohlkehle überspannt, der des Chors, d. h. im Erdgeschoss des Chorturms, mit einem Kreuzrippengewölbe, bei dem die Rippen abgeschlagen wurden. Zur Kirchenausstattung gehört ein um 1700 gebauter Hochaltar, flankiert von je zwei Säulen, auf dessen Altarretabel die vierzehn Nothelfer abgebildet sind. Die von Franz Krombach geschaffenen Kreuzwegstationen wurden 1880 aufgehängt. Die Orgel mit vier Registern auf einem Manual und Pedal wurde 1893 von Ludwig Edenhofer erbaut.